# Phittayaporn Chaiwan

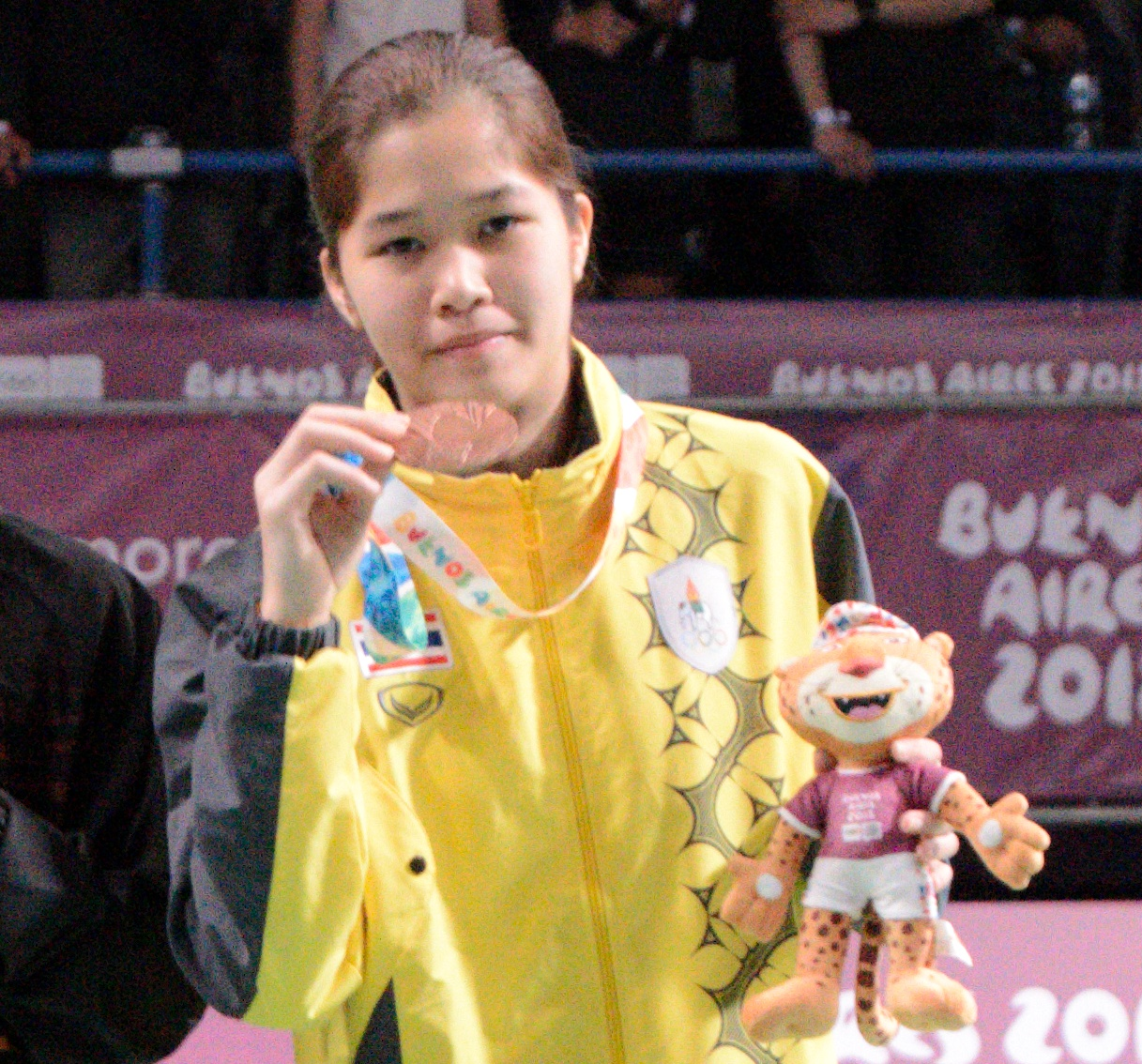
Phittayaporn Chaiwan bei der Siegerehrung der Olympischen Jugend-Sommerspiele 2018 in Buenos Aires

Phittayaporn Chaiwan (thailändisch พิทยาภรณ์ ไชยวรรณ; * 21. Februar 2001 als Pattarasuda Chaiwan in der Provinz Lampang) ist eine thailändische Badmintonspielerin. Seit Ende September 2022 startet sie unter dem Namen Lalinrat Chaiwan.

## Karriere
Chaiwan begann mit fünf Jahren Badminton zu spielen. 2016 triumphierte sie zum ersten Mal mit ihrem Sieg im Dameneinzel bei den Thailand Juniors 2016 bei einem internationalen Juniorenturnier. Mit der thailändischen Mannschaft erspielte sie bei den Juniorenasienmeisterschaften 2016 und den Juniorenweltmeisterschaften 2016 die Bronzemedaille. Im folgenden Jahr gewann Chaiwan die Indonesia Juniors 2017, die Indian Juniors 2017 und die Singapur Juniors 2017. Bei der Juniorenasienmeisterschaft 2017 zog sie ins Endspiel ein, in dem sie gegen die Chinesin Han Yue unterlag. Mit der thailändischen Nationalmannschaft siegte sie außerdem bei den Südostasienspielen 2017 in Kuala Lumpur. Neben ersten Plätzen bei den German Juniors 2018 im Dameneinzel und den Thailand Juniors 2018 im Gemischten Doppel mit Kunlavut Vitidsarn erreichte Chaiwan bei den Austrian International 2018 erstmals auch ein Finale bei einem von der Badminton World Federation ausgerichteten Wettbewerb der Erwachsenen. Bei den Olympischen Jugend-Sommerspielen 2018 in Buenos Aires vertrat sie Thailand und konnte im Dameneinzel die olympische Bronzemedaille erspielen. Im nächsten Jahr verteidigte sie im Mixed ihren Titel bei den Thailand Juniors 2019 und konnte auch im Dameneinzel triumphieren. Bei ihrer letzten Juniorenasienmeisterschaft gewann sie 2019 in Suzhou mit dem thailändischen Team den Titel. Bei der Juniorenweltmeisterschaft 2019 erspielte sie im Dameneinzel und mit der Mannschaft jeweils die Bronzemedaille. Chaiwan siegte in dem Jahr außerdem bei den Azerbaijan International 2019 und den Spanish International 2019 und wurde bei den Laos International 2019 Zweite. Bei den Syed Modi International 2019 erreichte sie zum ersten Mal das Finale eines Turniers der BWF World Tour, wo sie gegen Carolina Marín verlor. 2020 war Chaiwan Teil der thailändischen Auswahl, die bei der Mannschaftsasienmeisterschaft 2020 Dritte wurde. Durch dieses Ergebnis qualifizierte sie sich für den Uber Cup 2020, der Weltmeisterschaft der Damenteams, wo Thailand ebenfalls die Bronzemedaille erspielte. Auch bei der folgenden Austragung der weltweiten Mannschaftsmeisterschaften kam Chaiwan mit dem Nationalteam auf den dritten Platz.

## Sportliche Erfolge
| Jahr | Veranstaltung                       | Platz | Disziplin   |
| ---- | ----------------------------------- | ----- | ----------- |
| 2016 | Thailand Juniors 2016               | 1.    | Dameneinzel |
| 2016 | Juniorenasienmeisterschaft 2016     | 3.    | Mannschaft  |
| 2016 | Juniorenweltmeisterschaft 2016      | 3.    | Mannschaft  |
| 2016 | U17-Juniorenasienmeisterschaft 2016 | 1.    | Dameneinzel |
| 2016 | U17-Juniorenasienmeisterschaft 2016 | 1.    | Mixed       |
| 2017 | Indonesia Juniors 2017              | 1.    | Dameneinzel |
| 2017 | Indian Juniors 2017                 | 1.    | Dameneinzel |
| 2017 | Singapur Juniors 2017               | 1.    | Dameneinzel |
| 2017 | Juniorenasienmeisterschaft 2017     | 2.    | Dameneinzel |
| 2017 | U17-Juniorenasienmeisterschaft 2017 | 1.    | Dameneinzel |
| 2018 | German Juniors 2018                 | 1.    | Dameneinzel |
| 2018 | Thailand Juniors 2018               | 1.    | Mixed       |
| 2018 | Olympische Jugend-Sommerspiele 2018 | 3.    | Dameneinzel |
| 2019 | Thailand Juniors 2019               | 1.    | Dameneinzel |
| 2019 | Thailand Juniors 2019               | 1.    | Mixed       |
| 2019 | U19-Juniorenasienmeisterschaft 2019 | 1.    | Mannschaft  |
| 2019 | Juniorenweltmeisterschaft 2019      | 3.    | Dameneinzel |
| 2019 | Juniorenweltmeisterschaft 2019      | 3.    | Mannschaft  |

| Jahr | Veranstaltung                                | Platz | Disziplin   |
| ---- | -------------------------------------------- | ----- | ----------- |
| 2017 | Smiling Fish 2017                            | 3.    | Dameneinzel |
| 2017 | Südostasienspiele 2017                       | 1.    | Mannschaft  |
| 2018 | Vietnam Open 2018                            | 3.    | Dameneinzel |
| 2018 | Austrian International 2018                  | 2.    | Dameneinzel |
| 2019 | Hyderabad Open 2019                          | 3.    | Dameneinzel |
| 2019 | Akita Masters 2019                           | 3.    | Dameneinzel |
| 2019 | Syed Modi International 2019                 | 2.    | Dameneinzel |
| 2019 | Laos International 2019                      | 2.    | Dameneinzel |
| 2019 | Azerbaijan International 2019                | 1.    | Dameneinzel |
| 2019 | Spanish International 2019                   | 1.    | Dameneinzel |
| 2020 | Badminton-Mannschaftsasienmeisterschaft 2020 | 3.    | Mannschaft  |
| 2021 | Indonesian Masters 2021                      | 3.    | Dameneinzel |
| 2021 | Hylo Open 2021                               | 3.    | Dameneinzel |
| 2021 | Uber Cup 2020                                | 3.    | Mannschaft  |
| 2022 | Uber Cup 2022                                | 3.    | Mannschaft  |